# 静州 (四川省)
静州（せいしゅう）は、中国にかつて存在した州。唐代に現在の四川省茂県と黒水県にまたがる地域に設置された。

## 概要
677年（儀鳳2年）、唐により悉唐県に南和州が置かれた。691年（天授2年）、南和州は静州と改称された。742年（天宝元年）、静州は静川郡と改称された。758年（乾元元年）、静川郡は静州の称にもどされた。静州は剣南道に属し、悉唐・静居・清辺の3県を管轄した。